# Yorckstrasse
Yorckstrasse er en gade der forbinder de to berlinske bydele, Schöneberg og Kreuzberg i Berlin i Tyskland. Gaden udgør en af de centrale forbindelsesgader fra James Hobrechts generalplan fra 1862.

## Forløb
Yorckstrasse begynder i Kreuzberg hvor Gneisenaustrasse ender og krydser med Mehringdamm, den slår et stort knæk ved Katzbachstrasse (kommunegrænsen). Den går under Yorckbroerne inden den i Schöneberg løber over i Goebenstrasse. I Kreuzberg krydser den Grossbeerenstrasse og Möckernstrasse, mens det i Schöneberg er Bautzener Strasse og Katzlerstrasse.

## Benævnelse
Gaden fik sit navn 31.oktober 1864 efter generalfeldmarskal Johann David Ludwig Yorck von Wartenburg der havde en afgørende rolle i den preussiske sejr i Napoleonskrigene. Benævnelsen faldt efter at den preussiske Wilhelm 1. den 9.juli 1864 havde bestemt et dekret om at lade pladser og gader opkalde efter vigtige militære personer fra Napoleonskrigene, eks. kan også nævnes Gneisenau, Blücher, Kleist og Bülow. Lokalt talte man om området som generalstregen.

## Bebyggelse
Riehmers Hofgarten
Stammer fra den såkaldte gründerzeit (da: fødselsårene for kejserdømmet) i perioden fra 1880-99 og ligger lige overfor Kreuzbergs rådhus og mellem Yorckstrasse og Hagelberger Strasse. Udkastet og byggeriet var et projekt fra Berliner-bygherrerne Wilhelm Riehmer og Otto Mrosk.

## Kunst og kultur
En del af handlingen i Ferdinand von Schirachs krimifortælling Tanatas teskål fra novellesamlingen Forbrydelser er henlagt til Yorckstrasse.